# Adalbert Suchy

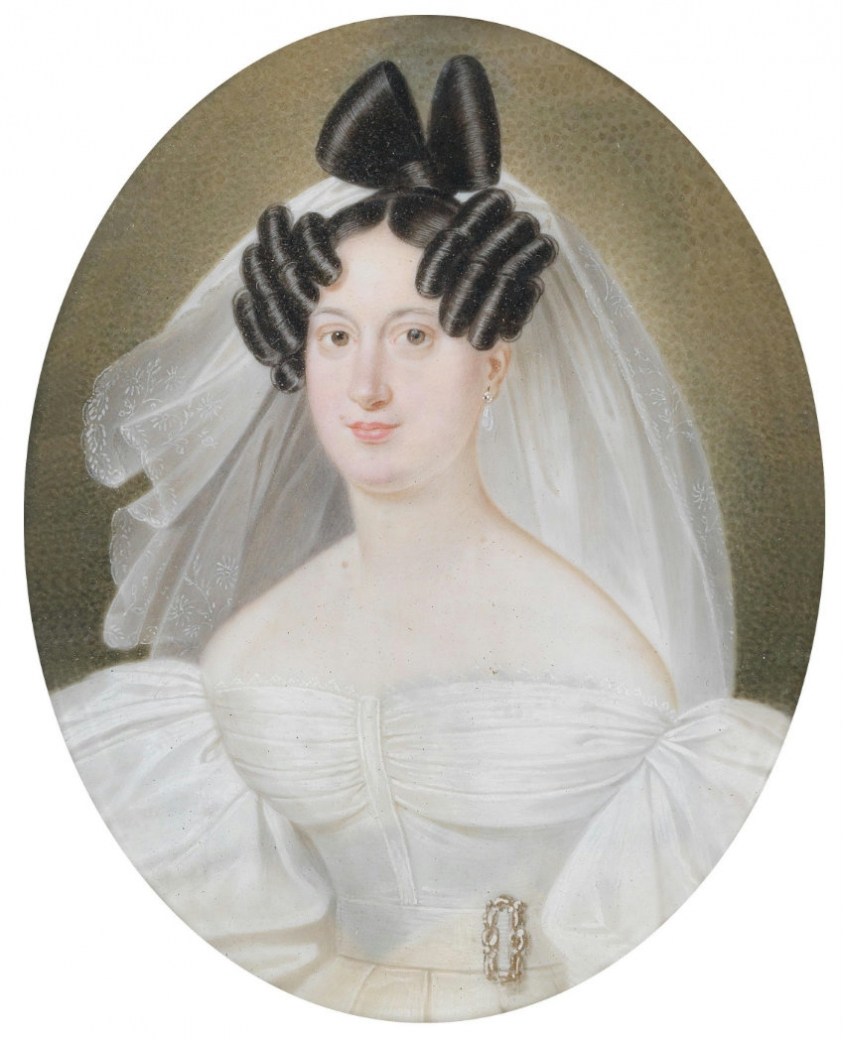
Bildnis einer Braut mit Biedermeierfrisur

Adalbert Suchy (tschechisch Vojtěch Suchý) (* um 1783 in Klattau; † 25. August 1849 in Wien) war ein böhmischer Miniaturmaler.

## Leben
Er begann seinen Zeichenunterricht bei Jacob Matthias Schmutzer, studierte ab 1802 an der Akademie der bildenden Künste Wien, wo er 1806 mit dem Gundel-Preis ausgezeichnet wurde. Nach dem Studium war er in Wien tätig.
Seine früheste Miniatur („Porträt eines französischen, in der österreichischen Armee dienenden Offiziers“) stammt aus dem Jahr 1806. Neben Porträtminiaturen schuf er auch Pastellbilder.
Seine Werke zeigen Einfluss von Lorenz Grünbaum (1791 – nach 1830), Josef Lanzedelly dem Älteren (1772–1831) und Bernhard von Guérard (1780–1836).
Adalbert Suchy porträtierte unter anderem Johann Strauss (Vater) und Adalbert Stifter.
Seine Tochter war die Malerin Maria Antonia Suchy.